# Fissurobates spectabilis
Fissurobates spectabilis är en kvalsterart som beskrevs av Balogh och Sandór Mahunka 1969. Fissurobates spectabilis ingår i släktet Fissurobates och familjen Scheloribatidae. Inga underarter finns listade i Catalogue of Life.